# Lijst van Belgische filmregisseurs
Dit is een lijst van Belgische filmregisseurs.

## A
- Chantal Akerman
- R. Kan Albay
- Yaël André
- Gaston Ariën

## B
- Kadir Balci
- Vincent Bal
- Maurits Balfoort
- Nic Balthazar
- Tom Barman
- Dirk Beliën
- Alain Berliner
- Rémy Belvaux
- Edmond Bernhard
- Jacques Brel
- Peter Brosens
- Jef Bruyninckx
- Jean-Marie Buchet
- Jan Bucquoy
- Frans Buyens
- Guy Bleyaert
- Douglas Boswell

## C
- Jef Cassiers
- Bo & Gustavo Catilina
- Gerard-Jan Claes
- Hugo Claus
- Stijn Coninx
- Gérard Corbiau
- Gilles Coulier

## D
- Jean-Pierre Dardenne
- Luc Dardenne
- Lieven Debrauwer
- Jean-Pierre De Decker
- Emile Degelin
- Robbe De Hert
- Luc de Heusch
- Eric de Kuyper
- Charles Dekeukeleire
- André Delvaux
- Josse De Pauw
- Danny Deprez
- Dominique Deruddere
- Ruben Desiere
- Marc Didden
- Frederik Du Chau
- Pieter Dumoulin

## E
- Adil El Arbi
- Gert Embrechts
- Geoffrey Enthoven

## F
- Bilall Fallah
- Jacques Feyder

## G
- Jonas Geirnaert
- Noël Godin
- Jonas Govaerts

## H
- Marion Hänsel
- Jean Harlez
- Guido Henderickx
- Hans Herbots

## J
- Patric Jean

## K
- R. Kan Albay
- Dimitri Karakatsanis
- Edith Kiel
- Julien Kerknawi
- Roman Klochkov
- Harry Kümel

## L
- Daniel Lambo
- Benoît Lamy
- Boris Lehman
- Roland Lethem
- Bouli Lanners
- Nicholas Lens

## M
- Benoît Mariage
- Thierry Michel
- Ernst Moerman
- Koen Mortier

## P
- Jeroen Perceval
- Picha
- Luc Pien

## R
- Maurice Rabinowicz
- Jo Röpke
- Michaël R. Roskam
- Senne Rouffaer
- Vincent Rouffaer
- Olivia Rochette

## S
- Raoul Servais
- Peter Simons
- Olivier Smolders
- Ben Stassen
- Henri Storck
- Samy Szlingerbaum
- Boris Szulzinger

## T
- Danis Tanović
- Nathalie Teirlinck
- Matthias Temmermans
- Guido Thys
- Guy Lee Thys
- Patrice Toye
- Fien Troch

## U
- Henri d'Ursel

## V
- André Valardy
- Patrick Van Antwerpen
- Tom Van Avermaet
- Dorothée Van Den Berghe
- Gust Van den Berghe
- Rudi Van Den Bossche
- Jan Vanderheyden
- Jaco Van Dormael
- Rob Van Eyck
- Nicole Van Goethem
- Felix Van Groeningen
- Pieter Van Hees
- Joel Vanhoebrouck
- Bart Van Leemputten
- Erik Van Looy
- Frank Van Mechelen
- Hilde Van Mieghem
- Filip Van Neyghem
- Hans Van Nuffel
- Frank Van Passel
- Christophe Van Rompaey
- Roland Verhavert
- Jan Verheyen
- Hannes Verhoustraete
- Julien Vrebos
- Jan Vromman
- Didier Volckaert

## W
- François Weyergans

## Z
- Thierry Zéno